# Xylopteryx nebulata
Xylopteryx nebulata är en fjärilsart som beskrevs av Fletcher 1963. Xylopteryx nebulata ingår i släktet Xylopteryx och familjen mätare. Inga underarter finns listade i Catalogue of Life.